# Thailand Tobacco Monopoly Football Club
Maillots
Le Thailand Tobacco Monopoly Football Club (en thaï : สโมสรฟุตบอลพนักงานยาสูบ), plus couramment abrégé en TTM FC, est un ancien club thaïlandais de football fondé en 1963 et disparu en 2016, et basé à Bangkok, la capitale du pays.

## Histoire

### Repères historiques
- 1963 : fondation du club sous le nom de Thailand Tobacco Monopoly FC
- 2009 : le club est renommé TTM Samut Sakhon
- 2010 : le club est renommé TTM Phichit
- 2012 : le club est renommé TTM Chiangmai
- 2013 : le club est renommé TTM Lopburi
- 2014 : le club est renommé TTM Customs
- 2016 : dissolution du club

### Histoire du club
Fondé en 1963 (ce qui en fait un des plus anciens clubs de football de Thaïlande) sous le nom de Thailand Tobacco Monopoly, il est constitué des ouvriers de l'entreprise du même nom et reste dans le monde amateur jusqu'à la fin des années 1990.
Thailand Tobacco Monopoly passe dans le monde professionnel à l'occasion de la mise en place du championnat pro en Thaïlande, lors de la saison 1996-1997, avec une poule unique à 18 équipes. Malheureusement pour l'équipe, les résultats sont décevants avec une descente directe en deuxième division à l'issue de la compétition. TTM ne retrouve l'élite qu'en 2001, après avoir remporté le titre de champion de deuxième division. Les trois saisons suivantes parmi l'élite permettent au club de s'y installer, en terminant à chaque fois à la 8e place du classement.
La saison 2004-2005 va voir la formation remporter de manière assez inattendue le championnat, après avoir devancé Provincial Electrical Authority et Osotsapa M-150, deux des grands clubs du pays. Ce succès permet au TTM de participer pour la première fois à une compétition continentale : la Ligue des champions 2006. Cependant, le club a été disqualifié par l'AFC car il n'a pas pu transmettre dans les temps les documents nécessaires à sa participation.
En 2009, avec les profondes modifications survenues dans l'organisation du football thaï, les clubs professionnels appartenant à des entreprises doivent se transformer en véritables entités sportives. Le club est donc délocalisé de Bangkok à Samut Sakhon et change de nom pour devenir le TTM Samut Sakhon FC. 
Ce  nom ne tient qu'une seule année, puisqu'en 2010, l'équipe déménage à nouveau, cette fois vers Phichit pour devenir le TTM Phichit FC. Le principal problème de cette délocalisation est qu'une équipe est déjà présente à Phichit, créant un conflit avec les supporters locaux. En 2012, avant le démarrage du championnat, le club change une nouvelle fois de région pour s'installer à Chiangmai et est rebaptisé TTM Chiangmai FC. À la fin de la saison, le club est relégué en deuxième division.  
En 2013, avant le démarrage du championnat, le club change une nouvelle fois de région pour s'installer à Lopburi et est rebaptisé TTM Lopburi FC. Après trois journées, le club retourne à Bangkok et est rebaptisé Thailand Tobacco Monopoly FC. Pour la saison 2014, le club signe un accord avec le club du Customs United, et est rebaptisé TTM Customs FC.
À la fin de la saison 2015, le club est relégué en troisième division. TTM FC est dissous en 2016. 

## Palmarès
| \| - Championnat de Thaïlande : - Champion : 2004-05. - Kor Royal Cup : - Vainqueur : 2006. \| \| - Championnat de Thaïlande de D2 : - Champion : 1999-00. \| |  |                                                          |
| - Championnat de Thaïlande : - Champion : 2004-05. - Kor Royal Cup : - Vainqueur : 2006.                                                                      |  | - Championnat de Thaïlande de D2 : - Champion : 1999-00. |

## Personnalités du club

### Présidents du club
- Surajit Kalayanamitr

### Entraîneurs du club
| - Anant Amornkiat (2000 - 2004) - José Alves Bervis (2004 - 2005) - José Alves Bervis (2006) - José Carlos da Silva (2007) - Loius Mayer (2007) - Gawin Kachendecha (2008) - Prajuk Viengsong (janvier 2008 - novembre 2008) - Attaphol Buspakom (janvier 2009 - avril 2009) - Kij Meesrisuk (mai 2009 - août 2009) |  | - Prajuk Viengsong (août 2009) - José Alves Bervis (2010) - Myung Ho-bae (janvier 2011 - avril 2011) - Lee Young-moo (mai 2011 - janvier 2012) - Somchai Chuayboonchum (janvier 2012 - avril 2012) - Narong Suwan-Nachot (avril 2012 - 2013) - Jatuporn Pramualban (2013 - 2014) - Narasak Boonkleng (2015) - Prajuk Viengsong |